# شیفاک تاج‌طلایی
 شیفاک تاج‌طلایی (نام علمی: Propithecus tattersalli) نام یک گونه از سرده شیفاک است.